# 小行星18055
小行星18055（18055 Fernhildebrandt）是一颗绕太阳运转的小行星，为主小行星带小行星。该小行星于1999年10月11日发现。

## 轨道参数
小行星18055的轨道半长轴为2.6923058 UA，离心率为0.123。